# 酢酸フェニル水銀
酢酸フェニル水銀（さくさんフェニルすいぎん、英: Phenylmercuric acetate）は、化学式CH3COOHgC6H5で示される有機水銀化合物の一種で、かつては日本でも農業用殺菌剤として使用されていた。

## 用途
稲のいもち病に対する殺菌剤として1948年9月27日に農薬登録。セレサンなどの商品名で販売され、塗沫や浸漬処理による種子消毒にも使われたが1973年10月29日に登録が失効し、現在は農薬としての使用は禁止されている。また、かつては殺精子剤として避妊具に使用されていた。

## 毒性
日本の毒物及び劇物取締法により毒物に指定されている。眼や気管などに対し腐食性があり、皮膚からも吸収されやすい。体内に入ると、数時間経過した後に腎臓障害が生じる。マウスに経口投与した場合の半数致死量は43mg/kgである。可燃性であり、燃焼すると水銀蒸気を生じる。